# Anfiarao

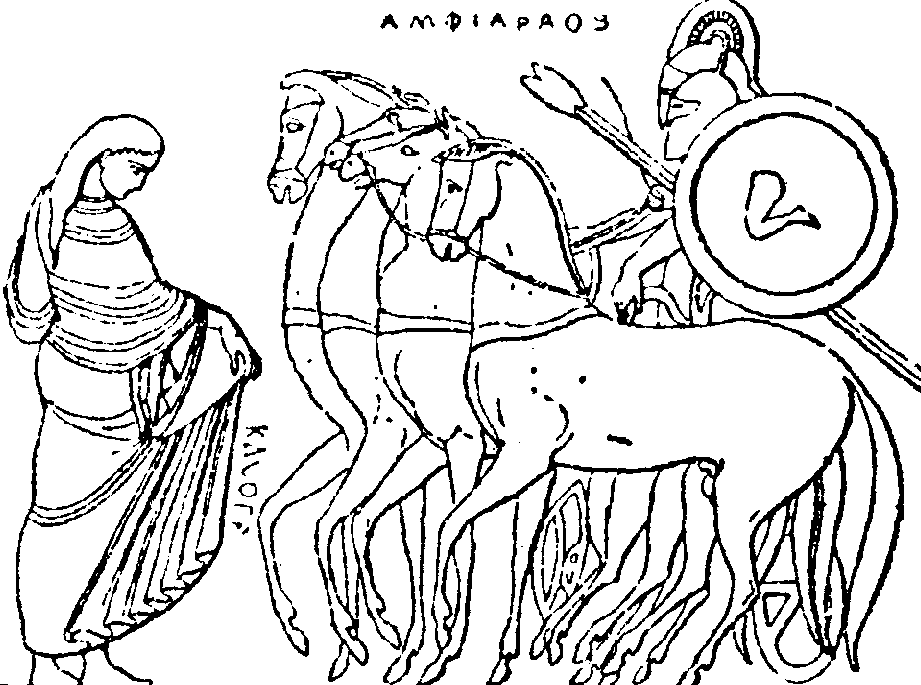
Anfiarao parte a la guerra contra Tebas. Dibujo en la enciclopedia Nordisk familjebok basado en un jarrón antiguo de Nápoles.

En la mitología griega Anfiarao (en griego antiguo, Ἀμφιάραος: Amphiáraos) fue un héroe que participó y murió en la guerra de los Siete contra Tebas.
Era hijo de Ecles (rey de Argos) y de Hipermnestra (hija de Testio), y marido de Erífile. Otros dicen que era hijo de Apolo. Con su esposa engendró a Alcmeón y Anfíloco. Pausanias dice que en el arca de Cípselo, en Olimpia, está representada la casa de Anfiarao y una anciana lleva a Anfíloco niño. Delante de la casa está Erífile con el collar y junto a ella sus hijas Eurídice y Demonasa y el niño Alcmeón desnudo. Asio en sus versos dice que Alcmena es hija de Anfiarao y de Erifile. Plutarco dice que a quienes tienen fama de apartar las epilepsias los llaman «expulsadores», y se piensa que son descendientes de Alexida, hija de Anfiarao. Otros dicen que Yaso, diosa de la curación, es hija de Anfiarao.
Aparece en algunas listas entre los participantes de la cacería del jabalí de Calidón y de la expedición de los argonautas. Anfiarao reinó en Argos junto con Adrasto, el hermano de su esposa Erífile. Anfiarao era un adivino reconocido, que predijo su propia muerte en la expedición contra Tebas.
En un principio se negó a participar en la expedición de los siete contra Tebas, pero su esposa Erífile, sobornada por Adrasto o por Polinices con el collar de la diosa Harmonía, le hizo cambiar de parecer. Acudió a la guerra sabiendo que iba a perecer en ella, y pidió a sus hijos, Alcmeón y Anfíloco, que vengaran su muerte. En la guerra fue uno de los principales caudillos argivos. En el combate, cortó la cabeza de Menalipo y se la ofreció a otro caudillo argivo, Tideo, que la devoró, lo que ocasionó el odio de la diosa Atenea por esa acción. Esto lo hizo Anfiarao porque odiaba a Tideo por haber instigado esa guerra de argivos contra tebanos. Posteriormente, cuando era perseguido por Periclímeno, Zeus envió un rayo que abrió una brecha en la tierra y por ella desaparecieron Anfiarao y su carro. Tras ello, Zeus lo hizo inmortal. Diez años después los epígonos vencieron a los tebanos, y luego Alcmeón, el hijo de Anfiarao, vengó la muerte de su padre matando a su propia madre, solo o en compañía de su hermano Anfíloco. Tras este matricidio, fue perseguido por las Erinias.
En la ciudad de Oropo, en la costa noreste del Ática, era venerado como un héroe sanador y detentaba un oráculo. En el oráculo se practicaba la incubatio: tras realizar sacrificios, el adepto dormía en el interior del santuario y, supuestamente, un sueño le sugería el modo de alcanzar la curación o le revelaba el futuro.
| Predecesor: Oicles | Reyes de Argos | Sucesor: Anfíloco |